# كالغاري

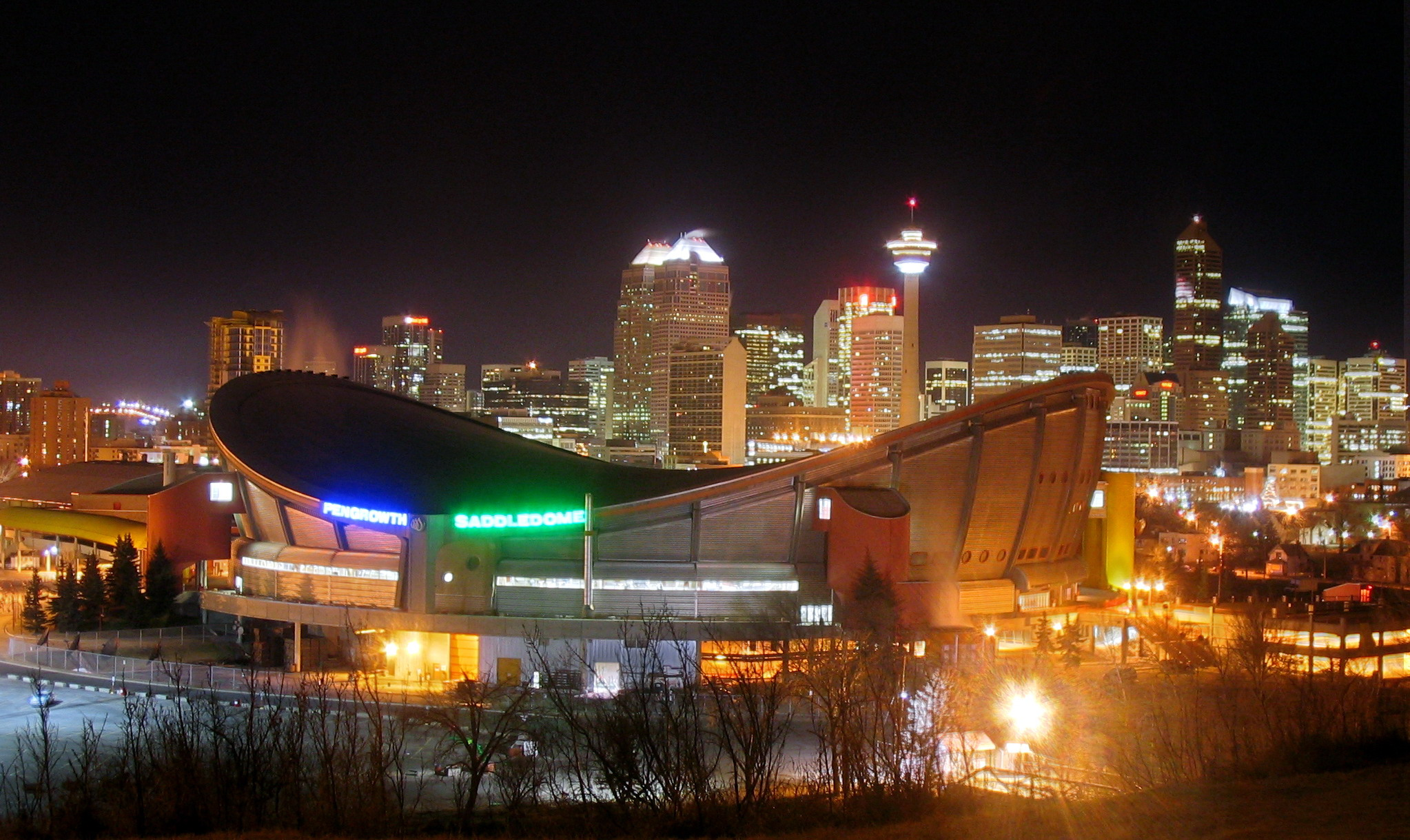
صورة من وسط المدينة

كالغاري أو كالجاري (بالإنجليزية: Calgary) هي مدينة في مقاطعة ألبرتا الكندية. تقع عند ملتقى نهر Bow ونهر إلبو في جنوب المقاطعة، في منطقة سفوح جبال البراري، حوالي 80 كيلومتر (50 ميل) شرق النطاقات الأمامية من جبال روكي الكندية.
كان عدد سكان المدينة 1,285,711 في عام 2019، مما يجعلها أكبر مدينة في ألبرتا وثالث أكبر بلدية في كندا. وفي عام 2016، كان عدد سكان تجمع كالجاري الحضري (المدينة مع ضواحيها) 1,392,609، مما يجعلها رابع أكبر منطقة تعداد حضرية (CMA) في كندا.
يشمل اقتصاد كالجاري النشاط في قطاعات الطاقة والخدمات المالية والسينما والتلفزيون والنقل والخدمات اللوجستية والتكنولوجيا والتصنيع والطيران والصحة وتجارة التجزئة والسياحة. يعد تجمع كالجاري الحضري موطنا لثاني أكبر عدد من المكاتب الرئيسية للشركات في كندا بين أكبر 800 شركة في البلاد. في عام 2015، كان لدى كالجاري أكبر نسبة من المليونيرات في أي مدينة كندية كبرى. في عام 1988 أصبحت أول مدينة كندية تستضيف دورة الألعاب الأولمبية الشتوية.
وقد تم اعتبار كالجاري مدينة معروفة بجودة الحياة العالية. في عامي 2018 و 2019، صنفت مجلة ذي إيكونومست كالجاري المدينة الأكثر ملاءمة للعيش في كندا، وواحدة من أفضل خمس مدن في العالم وفقًا لتصنيفها العالمي للعيش. تصنف كالجاري مدينة بيتا عالمية من قبل شبكة بحث المدن العالمية والعولمة.

## أصل الاسم
تم تسمية كالجاري على اسم قلعة كالجاري في جزيرة مول في اسكتلندا

## المناخ
يظهر الجدول التالي التغييرات المناخية على مدار السنة لكالغاري:
| البيانات المناخية لـكالغاري                  | البيانات المناخية لـكالغاري | البيانات المناخية لـكالغاري | البيانات المناخية لـكالغاري | البيانات المناخية لـكالغاري | البيانات المناخية لـكالغاري | البيانات المناخية لـكالغاري | البيانات المناخية لـكالغاري | البيانات المناخية لـكالغاري | البيانات المناخية لـكالغاري | البيانات المناخية لـكالغاري | البيانات المناخية لـكالغاري | البيانات المناخية لـكالغاري | البيانات المناخية لـكالغاري |
| الشهر                                        | يناير                       | فبراير                      | مارس                        | أبريل                       | مايو                        | يونيو                       | يوليو                       | أغسطس                       | سبتمبر                      | أكتوبر                      | نوفمبر                      | ديسمبر                      | المعدل السنوي               |
| -------------------------------------------- | --------------------------- | --------------------------- | --------------------------- | --------------------------- | --------------------------- | --------------------------- | --------------------------- | --------------------------- | --------------------------- | --------------------------- | --------------------------- | --------------------------- | --------------------------- |
| الدرجة القصوى °م (°ف)                        | 17.6 (63.7)                 | 22.6 (72.7)                 | 25.4 (77.7)                 | 29.4 (84.9)                 | 32.4 (90.3)                 | 35.0 (95.0)                 | 36.1 (97.0)                 | 36.7 (98.1)                 | 33.3 (91.9)                 | 29.4 (84.9)                 | 22.8 (73.0)                 | 19.5 (67.1)                 | 36.7 (98.1)                 |
| الحد الأقصى المتوسط °م (°ف)                  | 11.8 (53.2)                 | 13.7 (56.7)                 | 16.5 (61.7)                 | 22.5 (72.5)                 | 26.4 (79.5)                 | 28.1 (82.6)                 | 30.9 (87.6)                 | 31.1 (88.0)                 | 27.9 (82.2)                 | 23.1 (73.6)                 | 15.6 (60.1)                 | 11.7 (53.1)                 | 32.5 (90.5)                 |
| متوسط درجة الحرارة الكبرى °م (°ف)            | −0.9 (30.4)                 | 0.7 (33.3)                  | 4.4 (39.9)                  | 11.2 (52.2)                 | 16.3 (61.3)                 | 19.8 (67.6)                 | 23.2 (73.8)                 | 22.8 (73.0)                 | 17.8 (64.0)                 | 11.7 (53.1)                 | 3.4 (38.1)                  | −0.8 (30.6)                 | 10.8 (51.4)                 |
| المتوسط اليومي °م (°ف)                       | −7.1 (19.2)                 | −5.4 (22.3)                 | −1.6 (29.1)                 | 4.6 (40.3)                  | 9.7 (49.5)                  | 13.7 (56.7)                 | 16.5 (61.7)                 | 15.8 (60.4)                 | 11.0 (51.8)                 | 5.2 (41.4)                  | −2.4 (27.7)                 | −6.8 (19.8)                 | 4.4 (39.9)                  |
| متوسط درجة الحرارة الصغرى °م (°ف)            | −13.2 (8.2)                 | −11.4 (11.5)                | −7.5 (18.5)                 | −2.0 (28.4)                 | 3.1 (37.6)                  | 7.5 (45.5)                  | 9.8 (49.6)                  | 8.8 (47.8)                  | 4.1 (39.4)                  | −1.4 (29.5)                 | −8.2 (17.2)                 | −12.8 (9.0)                 | −1.9 (28.6)                 |
| الحد الأدنى المتوسط °م (°ف)                  | −27.7 (−17.9)               | −24.6 (−12.3)               | −19.8 (−3.6)                | −10.6 (12.9)                | −3.7 (25.3)                 | 2.0 (35.6)                  | 4.4 (39.9)                  | 3.2 (37.8)                  | −2.9 (26.8)                 | −11.4 (11.5)                | −21.0 (−5.8)                | −26.4 (−15.5)               | −32.7 (−26.9)               |
| أدنى درجة حرارة °م (°ف)                      | −44.4 (−47.9)               | −45.0 (−49.0)               | −37.2 (−35.0)               | −30.0 (−22.0)               | −16.7 (1.9)                 | −3.3 (26.1)                 | −0.6 (30.9)                 | −3.2 (26.2)                 | −13.3 (8.1)                 | −25.7 (−14.3)               | −35.0 (−31.0)               | −42.8 (−45.0)               | −45.0 (−49.0)               |
| الهطول مم (إنش)                              | 9.4 (0.37)                  | 9.4 (0.37)                  | 17.8 (0.70)                 | 25.2 (0.99)                 | 56.8 (2.24)                 | 94.0 (3.70)                 | 65.5 (2.58)                 | 57.0 (2.24)                 | 45.1 (1.78)                 | 15.3 (0.60)                 | 13.1 (0.52)                 | 10.2 (0.40)                 | 418.8 (16.49)               |
| معدل هطول الأمطار مم (إنش)                   | 0.1 (0.00)                  | 0.1 (0.00)                  | 2.2 (0.09)                  | 10.8 (0.43)                 | 46.1 (1.81)                 | 93.9 (3.70)                 | 65.5 (2.58)                 | 57.0 (2.24)                 | 41.7 (1.64)                 | 7.5 (0.30)                  | 1.5 (0.06)                  | 0.3 (0.01)                  | 326.4 (12.85)               |
| متوسط تساقط الثلوج سم (إنش)                  | 15.3 (6.0)                  | 14.5 (5.7)                  | 22.7 (8.9)                  | 18.8 (7.4)                  | 11.9 (4.7)                  | 0.1 (0.0)                   | 0.0 (0.0)                   | 0.0 (0.0)                   | 3.9 (1.5)                   | 10.0 (3.9)                  | 16.6 (6.5)                  | 15.0 (5.9)                  | 128.8 (50.7)                |
| متوسط أيام هطول الأمطار (≥ 0.2 mm)           | 7.3                         | 6.8                         | 9.2                         | 9.0                         | 11.2                        | 13.8                        | 13.0                        | 10.6                        | 9.1                         | 7.2                         | 7.6                         | 6.9                         | 111.8                       |
| متوسط الأيام الممطرة (≥ 0.2 mm)              | 0.27                        | 0.20                        | 1.3                         | 4.1                         | 10.1                        | 13.8                        | 13.0                        | 10.5                        | 8.7                         | 4.2                         | 1.4                         | 0.40                        | 67.9                        |
| متوسط الأيام المثلجة (≥ 0.2 cm)              | 7.7                         | 7.4                         | 9.5                         | 6.4                         | 2.6                         | 0.07                        | 0.0                         | 0.10                        | 1.3                         | 4.1                         | 7.4                         | 7.7                         | 54.2                        |
| متوسط الرطوبة النسبية (%)                    | 54.5                        | 53.2                        | 50.3                        | 40.7                        | 43.5                        | 48.6                        | 46.8                        | 44.6                        | 44.3                        | 44.3                        | 54.0                        | 55.3                        | 48.3                        |
| ساعات سطوع الشمس الشهرية                     | 119.5                       | 144.6                       | 177.2                       | 220.2                       | 249.4                       | 269.9                       | 314.1                       | 284.0                       | 207.0                       | 175.4                       | 121.1                       | 114.0                       | 2٬396٫3                     |
| نسبة وصول أشعة الشمس                         | 45.6                        | 51.3                        | 48.2                        | 53.1                        | 51.8                        | 54.6                        | 63.1                        | 62.9                        | 54.4                        | 52.7                        | 45.0                        | 46.0                        | 52.4                        |
| متوسط مؤشر الأشعة فوق البنفسجية              | 1                           | 1                           | 2                           | 4                           | 6                           | 7                           | 7                           | 6                           | 4                           | 2                           | 1                           | 0                           | 3                           |
| المصدر: Environment Canada and Weather Atlas |                             |                             |                             |                             |                             |                             |                             |                             |                             |                             |                             |                             |                             |

## توأمة
لكالغاري اتفاقيات توأمة مع كل من:
- فينيكس
- دايجون
- ناوكالبان دي خواريز
- سراييفو
- داتشينغ
- جايبور
- مدينة كيبك
- كفار عقرون

## أعلام
- ريد دتون
- جيمس غوسلينغ
- إليشا كثبيرت
- ألبرت لاكومب
- جون إدوارد براونلي
- كوري مونتيث
- فرنسيس سوليفان
- تيد كروز
- أوين هارغريفز
- إرنست مانينغ